# Luidia senegalensis

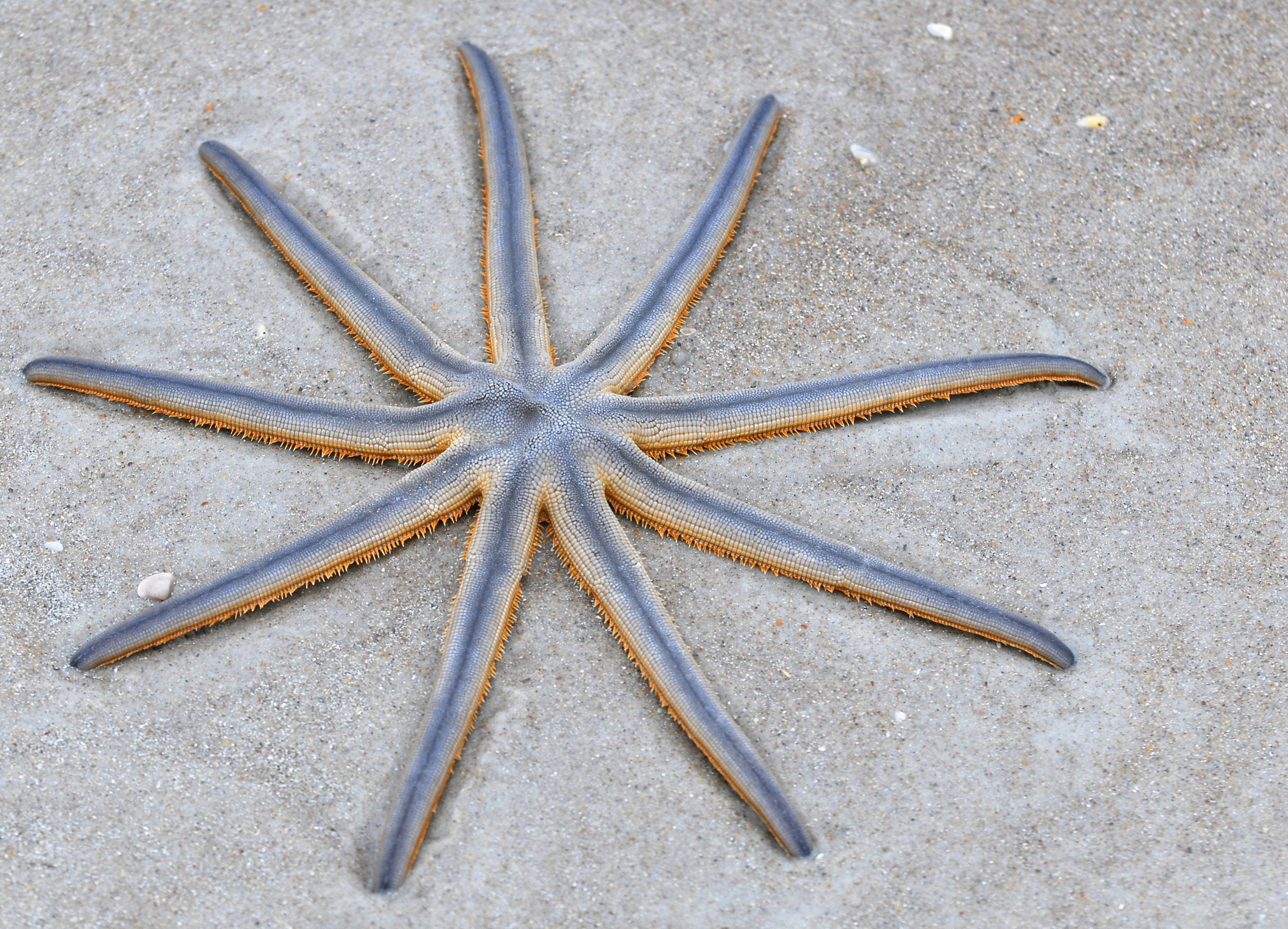
Hình ảnh Luidia senegalensis.

Luidia senegalensis là tên của một loài sao biển nhiệt đới thuộc họ Luidiidae. Người ta phát hiện ra loài sao biển này ở vùng biển phía tây Đại Tây Dương.

## Mô tả
Vùng chính giữa của nó thì nhỏ, gắn với vùng này là những cánh gầy, hình thuôn. Thường thì loài sao biển này có 9 cánh. Nó có thể phát triển để đạt đường kính khoảng từ 30 đến 40 cm. Mặt trên của nó thì có nhiều gai và có màu hơi trắng. Giữa cánh thì có một đường sọc có màu hơi tím hoặc xanh dương đậm. Các chân ống của nó thì có màu cam. Giống như các loài cùng chi, chân ống của nó thì không có giác bám. Miệng của nó thì ở bên dưới và không có hậu môn, điều này nghĩa là chúng thải những gì không tiêu hóa được qua miệng.

## Phân bố và môi trường sống
Người ta phát hiện ra loài sao biển này ở độ sâu lên đến 40 m quanh vùng biển của Florida, biển Caribbean, vịnh Mexico và dọc theo bờ biển Nam Mỹ (điểm cuối cùng của khu vực nó sống là Brazil). Chúng thích những đáy biển có cát, đá hoặc vỏ ốc vỡ tại những khu vực như phá.

## Sinh vật học
Chúng là loài săn mồi và loài ăn xác chết. Qua phân tích các thành phần bên trong dạ dày thì người ta phát hiện ra rằng chủ yếu ở đó là các loài trai, sâu biển và các loài động vật giáp xác. Cũng có những con mồi bị loài sao biển này nuốt trọn. Nó cũng lẫn dưới cát và dùng những cái gai quanh miệng của mình để lọc cát hoặc bùn để tìm mạt vụn và các sinh vật nhỏ như loài sao biển đuôi rắn để ăn.
Mùa sinh sản diễn ra ra ở những thời gian khác nhau tại những khu vực khác nhau. Thường thì các cá thể của loài này phóng các giao tử của nó vào môi trường nước để thụ tinh. Trứng sẽ nở thành ấu trùng dạng sinh vật phù du. Sau 25 ngày, chúng sẽ phát triển đáng kể và sống tại đáy biển. Một thời gian sau thì chúng phải trải qua quá trình biến thái hoàn toàn rồi mới trở thành con non.